# Parsonsia curvisepala
Parsonsia curvisepala är en oleanderväxtart som beskrevs av Karl Moritz Schumann. Parsonsia curvisepala ingår i släktet Parsonsia och familjen oleanderväxter. Inga underarter finns listade i Catalogue of Life.